# Vịnh Suisun
Vịnh Suisun là vịnh nước nông trong Thung lũng Trung phần California nhận nước ngọt của hai con sông Sacramento từ phía bắc và sông San Joaquin từ phía nam đổ về. Vịnh Suisun thông với vịnh San Francisco nên bị chi phối bới thủy triều. Bờ vịnh là đầm lầy nhiều lau sậy.
Địa danh Suisun có từ năm 1811 khi di dân Âu châu sang lập nghiệp ở California thì thấy thổ dân châu Mỹ thuộc bộ lạc Suisun sinh sống ở đấy.